# 亚娜·萨沃莱宁
亚娜·萨沃莱宁（芬蘭語：Jaana Savolainen，1964年1月23日—），芬兰女子越野滑雪运动员。她曾代表芬兰参加1988年和1992年冬季奥林匹克运动会越野滑雪比赛，其中1988年冬季奥运会获得一枚铜牌。